# Мелкадзе, Отари Валерианович
Отари Валерианович Мелкадзе (груз. ოთარ მელქაძე; род. 8 апреля 1938, Тбилиси) — советский хозяйственный, государственный и политический деятель.

## Биография
Родился в 1938 году в Тбилиси. Член КПСС.
Окончил Грузинский политехнический институт им. В. И. Ленина и Тбилисский государственный университет.
В 1961—1970 — инженер, секретарь комитета комсомола, секретарь партийного комитета Тбилисского НИИ приборостроения и автоматизации.
В 1970—1973 — заместитель заведующего отделом Тбилисского горкома партии, секретарь парткома Грузинского политехнического института.
В 1973—1975 — первый секретарь Батумского горкома, второй секретарь Аджарского обкома КП Грузии.
В 1975—1984 — Председатель Комитета народного контроля Грузинской ССР.
В 1984—1991 — заместитель Председателя Совета Министров Грузинской ССР.
Депутат Верховного Совета Грузинской ССР 9-11-го созывов. Делегат XXV и XXVI съездов КПСС.
В 1992—1995 годах был депутатом парламента Грузии 3-го созыва по партийному списку, избирательному блоку «Национал-демократическая партия». В 1995—1999 годах был депутатом парламента Грузии 4-го созыва по партийному списку, избирательному блоку «Национал-демократическая партия»
Жил в Тбилиси.

## Награды
- Орден Трудового Красного Знамени
- Орден Знак Почёта